# Francisco Serrano Frías
Francisco Serrano Frías (Huéneja, 4 dicembre 1695 – Fuzhou, 25 ottobre 1748) è stato un vescovo cattolico, missionario e santo spagnolo.

## Biografia
Fu un missionario domenicano spagnolo, vescovo titolare di Tipasa e vicario apostolico del Fujian, anche se non poté mai ricevere la consacrazione episcopale; ucciso per soffocamento durante il suo apostolato in Cina, è stato beatificato come martire nel 1893 e proclamato santo da papa Giovanni Paolo II nel 2000.
La memoria dei santi martiri cinesi si celebra il 9 luglio; l'elogio di san Francesco Serrano si legge nel Martirologio romano al 28 ottobre.